# Xandu
Xandu è un personaggio dei fumetti pubblicati dalla Marvel Comics, è stato principalmente un avversario del Dottor Strange.

## Biografia del personaggio

### Le origini
Xandu iniziò a praticare la magia da adulto, durante un esperimento andato male, la sua fidanzata, Melinda, morì, nonostante egli facesse di tutto per salvarla. Il mago allora si mise alla ricerca di un modo per resuscitarla e scoprì l'esistenza di un potente artefatto, lo Scettro di Watoomb. Recuperata una metà dello Scettro, Xandu si accinse a rubare la seconda parte, custodita dal Dottor Strange, sfruttando due tirapiedi, controllati e potenziati dal suo fluido magico, per penetrare in casa del mago. I due, tuttavia, attirarono l'attenzione dell'Uomo Ragno che aiutò il Mago Supremo a sconfiggere i ladri e recuperare la refurtiva; lo Scettro, troppo pericoloso, fu esiliato dalla Terra e Xandu privato dei suoi ricordi.

### Propositi di vendetta
Poco prima di essere colpito dall'incantesimo di Strange, Xandu aveva inviato la propria mente sul Piano Astrale, nel momento in cui questa si ricongiunge con il suo corpo catatonico egli riacquista tutti i suoi ricordi; decide di tentare nuovamente di utilizzare lo Scettro di Watoomb, ma per farlo ha bisogno del Cristallo di Kadavus, anch'esso posseduto dal Dottor Strange. Desideroso di vendicarsi, Xandu ipnotizza l'Uomo Ragno e lo invia a combattere il Mago Supremo, mentre i due combattono recupera il Cristallo; ricaricato lo Scettro, trasporta i suoi nemici in un mondo extradimensionale, dove i suoi poteri sono illimitati, i due eroi, unendo le loro forze, riescono a sconfiggere il malvagio che vista sfumare la sua occasione di risvegliare l'amata perde la ragione. Recuperato nuovamente lo Scettro, Xandu lo usa per rubare l'anima di Scarlet che intende inserire nel corpo di Melinda, controlla poi il corpo della mutante per rapire l'Uomo Ragno e usarlo come sacrificio durante le nozze; l'anima della sua amata, tuttavia, lo raggiunge dal Regno dei Morti e lo implora di smetterla con i suoi folli piani e unirsi a lei nell'Aldilà, spaventato, il mago la attacca ma grazie all'Uomo Ragno viene sconfitto e sembra perire nell'esplosione del suo regno extradimensionale.
Confinato nel Regno dei Morti, Xandu entra in possesso del Rubino della Dominazione con il quale può possedere una mente per volta, sceglie quella di Hulk e invia il gigante di giada a rapire il Dottor Strange. Imprigionato il Mago Supremo nel Regno dei Morti, gli ruba l'Occhio di Agamotto, che servirà per potenziare il Rubino e permettergli di controllare tutte le menti della Terra, e raggiunge New York; nel frattempo la Cosa riesce a liberare Strange e i due cercano di contrastare i piani del malvagio, mentre Ben attacca Hulk, ancora ipnotizzato, i due maghi si fronteggiano, i poteri di Xandu, potenziati dal Rubino, hanno la meglio sul Mago Supremo che viene intrappolato. Lo stregone vuole potenziare ulteriormente le sue capacità, fondendo la sua anima con il Rubino, il rito, tuttavia, viene interrotto dalla lotta tra i due colossi e la Cosa, rompendo la gemma, sconfigge Xandu che viene nuovamente esiliato nel Regno dei Morti.

### Resurrezione e morte
La barriera tra il mondo dei vivi e quello dei morti si sta sgretolando, Xandu scopre che Melinda è temporaneamente resuscitata, decide di inviare dei demoni a perseguitarla per spingerla al suicidio e ricongiungersi con lei. L'intervento di Spidey la salva, allora Xandu lo ipnotizza, ruba lo Scettro del Watoomb e rapisce la donna; Strange, attirato dalle incursioni demoniache, interviene, i continui passaggi attraverso la barriera la stanno indebolendo e provocando terremoti in tutti i reami, il Mago Supremo cerca di convincere Xandu a rilasciare la donna ma egli non vuole rinunciarvi e attacca l'avversario. Nuovamente alleati, Spidey e il Mago Supremo sconfiggono il nemico e lo riportano sulla Terra mentre Melinda rimane a governare il Regno dei Morti. Rinchiuso in manicomio, Xandu riesce comunque a reimpossessarsi dello Scettro di Watoomb, nonostante l'intervento del Dottor Strange, dell'Uomo Ragno, di Scarlet e di Capitan America ripristina il proprio potere e fugge nel Regno dei Morti, dove progetta di fondere la Terra ed il regno ultraterreno per poter riunirsi alla sua amata che inutilmente cerca di fermarlo, alleatosi con i demoni locali li invia contro gli eroi giunti per combatterlo. Sconfitti dal potere di Xandu gli eroi battono in ritirata, portando con loro Melinda, il mago li segue fin sulla Terra, dove il Dottor Strange dona maggiori poteri alla donna, trasformandola nella Suprema Reggente del Regno dei Morti; grazie alla sua nuova veste Melinda bandisce Xandu sulla Terra, i due non potranno più ricongiungersi. Alla sua ultima apparizione, mentre commemora, con altri criminali, la scomparsa di Stilt-Man, Xandu sembra trovare la morte in un attentato ad opera del Punitore.

## Poteri e abilità
Xandu ha diversi poteri magici, che possono essere incrementati dallo Scettro di Watoomb, inoltre è un abile ipnotizzatore, in grado di controllare i suoi schiavi anche a distanza.